# Гальчин (Андрушёвский район)
Гальчи́н (укр. Гальчи́н) — село на Украине, находится в Андрушёвском районе Житомирской области.
Код КОАТУУ — 1820382401. Население по переписи 2023 года составляет 2259 человек. Почтовый индекс — 13432. Телефонный код — 4136. Занимает площадь 19,414 км².
В селе расположена Андрушёвская астрономическая обсерватория, являющаяся лидером на постсоветском пространстве по числу открытых астероидов.

## Адрес местного совета
13432, Житомирская область, Андрушёвский р-н, с. Гальчин, ул. Ватутина, 1

## Известные жители и уроженцы
- Бедарева, Галина Гавриловна (1943—2009) — Герой Социалистического Труда.
- Заболотная Людмила Ивановна（род 23.05.1938 — 10.05.2019）— заслуженный учитель Украины, учительница украинского языка и литературы, немецкого языка.